# (3838) Epona
(3838) Epona es un asteroide que forma parte de los asteroides Apolo y fue descubierto por Alain J. Maury desde el observatorio del Monte Palomar, Estados Unidos, el 27 de noviembre de 1986.

## Designación y nombre
Epona se designó al principio como 1986 WA.
Posteriormente, en 1990, recibió el nombre de Epona, una diosa de la mitología gala.

## Características orbitales
Epona orbita a una distancia media del Sol de 1,505 ua, pudiendo acercarse hasta 0,4478 ua y alejarse hasta 2,562 ua. Su inclinación orbital es 29,22 grados y la excentricidad 0,7024. Emplea en completar una órbita alrededor del Sol 674,2 días.
Epona es un asteroide cercano a la Tierra.

## Características físicas
La magnitud absoluta de Epona es 15,6 y el periodo de rotación de 2,381 horas.